# Bartolomeo Colleoni (1928)
Bartolomeo Colleoni byl italský lehký křižník třídy Di Giussano, tedy první skupiny třídy Condottieri, který sloužil v italské Regia Marina před a během druhé světové války. Byl potopen v bitvě u mysu Spatha.
Byl pojmenován po italském vojevůdci z 15. století Bartolomeu Colleonim.

## Stavba
Colleoni byl spuštěn na vodu 21. prosince 1930 a do služby vstoupil 10. února 1932.

## Operační služba

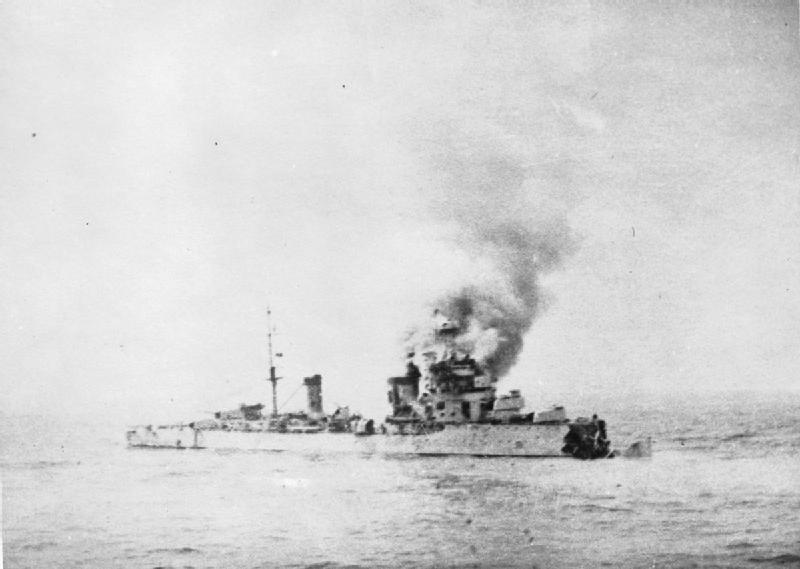
Potápějící se Bartolomeo Colleoni

Bartolomeo Colleoni sloužil ve Středomoří do listopadu 1938, kdy odplul vystřídat křižník Raimondo Montecuccoli, který hájil italské zájmy na Dálném východě. Připlul do Šanghaje 23. prosince 1938 a zůstal zde do propuknutí druhé světové války. 1. října 1939 předal velení na Dálném východě šalupě Lepanto a vydal se na cestu domů, kam připlul 28. října 1939.
Colleoni byl, společně s lehkým křižníkem Giovanni delle Bande Nere, zařazen do stavu 2. squadrony 2. křižníkové divize. Jeho první bojovou operací za druhé světové války bylo 10. června 1940 kladení min v Sicilském průlivu. V červenci pak doprovázel konvoje mezi Neapolí a Tripolisem.
Navečer 17. července vyplul z Tripolisu pod velením kontradmirála Casardiho společně s lehkým křižníkem Giovanni delle Bande Nere. Jejich cílem byl ostrov Leros v Dodekanésu. Zde chtěla Regia Marina vytvořit svaz křižníků a torpédoborců, který by napadal britskou dopravu v Egejském moři. Ráno 19. července narazily na spojenecky svaz v čele s australským lehkým křižníkem HMAS Sydney. V následující bitvě u mysu Spatha byl Colleoni nejprve zasažen do strojovny a kotelny, což způsobilo zastavení lodě a potom potopen torpédy z torpédoborců HMS Hyperion a HMS Ilex. Na palubě křižníku zahynulo 121 námořníků.